# Hammaptera vanonaria
Hammaptera vanonaria är en fjärilsart som beskrevs av William Schaus 1901. Hammaptera vanonaria ingår i släktet Hammaptera och familjen mätare. Inga underarter finns listade i Catalogue of Life.